# 魏廷楫
魏廷楫（1471年—？），字廷涵，湖廣岳州府華容縣人，軍籍，明朝政治人物。

## 生平
弘治八年（1495年）乙卯科湖廣鄉試第五十二名舉人。弘治十八年（1505年）中式乙丑科會試第九十六名，二甲第二十七名進士，正德九年（1514年）任廣東廣州府知府。

## 家族
曾祖魏瓊；祖父魏俊；父魏克□，教授。母魯氏。慈侍下。兄魏廷相，成化庚子舉人，知州。